# Гаврилюк Лариса Олексіївна
Лари́са Олексі́ївна Гаврилю́к (нар. 4 лютого 1953, Івано-Франкове) — український історик, дослідниця історії науки й техніки, краєзнавець; кандидат історичних наук з 1992 року.

## Біографія
Народилася 4 лютого 1953 в смт Івано-Франковому Львівської області в родині службовців. У 1976 році закінчила фізичний факультет Київського державного університету. У 1976–1981 роках працювала інженером, математиком-програмістом Головного обчислювального центру Міністерства освіти УРСР. У 1981—1987 роках — старший науковий співробітник Київського відділення науково-дослідного інституту зв'язку. У 1986–1989 роках — аспірантка Центру досліджень науково-технічного потенціалу і історії науки АН УРСР. З 1990 року — молодший науковий співробітник, науковий співробітник відділу історико-краєзнавчих досліджень Інституту історії України НАН України. У 1992 році захистила у Дніпропетровському університеті кандидатську дисертацію на тему «Становлення технічних науково-дослідних установ Української РСР. 1917—1941» (науковий керівник — доктор філософських наук Валентин Онопрієнко).

## Наукова діяльність
Опублікувала низку праць, серед них:
- B. И.Вернадский и становление технических отраслей науки в АН УССР. Тезисы докладов. Всесою зная конференция науки и техники (Одеса, 1988, у співавторстві)(рос.);
- Г. И. Сухомёл. К 100-летию со дня рождения // Очерки истории естествознания и техники (Київ, 1988, 34)(рос.);
- Технічні науково-дослідні установи УРСР у 1917—1928 роках // «Український історичний журнал». — 1988. — № 3;
- Науково-дослідні інститути Наркомату важкої промисловості на Україні. 1928—1937 // «Український історичний журнал». — 1989. — № 10;
- Вивчення та збереження пам'яток виробничої діяльності та техніки // Історико-культурна спадщина України: Проблеми дослідження та збереження. — Київ, 1998;
- Пам'ятки Києва: Путівник. — Київ, 1998 (у співавторстві);
- Становлення українських музеїв природничого профілю (друга половина 19 — початок 20 століття) // Історія української науки на межі тисячоліть. — Випуск 3. — Київ, 2000;
- Природничі музеї університетів України (19 — початку 20 століття) // Історія української науки на межі тисячоліть. — Випуск 4. — Київ, 2001;
- Пам'ятки історії повітроплавання і космонавтики // «Людина і космос». 2002. — Київ, 2003;
- Звід пам'яток історії та культури України. Київ: Енциклопедичне видання. — Книга 1, Частина 1. — Київ, 1999; Книга 1, Частина 2. — Київ, 2004 (у співавторстві).
- Видатні діячі науки і культури Києва в краєзнавчому русі України: Біографічний довідник: В 2 частинах — Київ, 2005 (у співавторстві).

Авторка 28 статей до Енциклопедії історії України.